# 新潟県道139号関屋停車場線
新潟県道139号関屋停車場線（にいがたけんどう139ごう せきやていしゃじょうせん）は、新潟県新潟市中央区内の一般県道である。

## 概要
JR越後線の関屋駅南口と、新潟県道16号新潟亀田内野線（旧国道8号・国道17号・国道116号）を結ぶ県道。
全線にわたって住宅地の中を経由するため、生活道路としての役割も担っている。新潟市道をはさみ、北側が1車線、南側が2車線である。

### 路線データ
- 起点：新潟市中央区関屋大川前二丁目（関屋駅南口）
- 終点：新潟市中央区関新三丁目（関屋大川前一丁目交差点＝新潟県道16号新潟亀田内野線交点）

## 地理

### 通過する自治体
- 新潟県
新潟市（中央区）

### 交差する道路
- 新潟県道16号新潟亀田内野線（関屋大川前一丁目交差点）